# Ny dansk energi
Ny dansk energi er en film instrueret af Sune Lund-Sørensen efter eget manuskript.

## Handling
Dansk Olie & Naturgas (DONG) har produceret denne film, som registrerer den første del af anlægsarbejdet med naturgassens indførelse. Filmen fortæller, hvorfra gassen kommer, og den skildrer nedlæggelsen af det vidt forgrenede rørnet, som foretages under hensyntagen til det danske landskab. Filmen har lagt vægt på at give en fantasifuld skildring af projektet, det har derimod ikke været hensigten at give en række faktiske oplysninger af teknisk-økonomisk art, ej heller at lægge op til diskussion om sådanne spørgsmål.